# Akira Kuroiwa
Akira Kuroiwa (黒岩 彰?, Kuroiwa Akira; Tsumagoi, 6 settembre 1961) è un ex pattinatore di velocità su ghiaccio giapponese.

## Carriera
Ha vinto la medaglia di bronzo nei 500 m a Calgary 1988.

## Palmarès
Olimpiadi
- 1 medaglia:
  - 1 bronzo (500 m a Calgary 1988).

Mondiali
- 3 medaglie:
  - 2 ori (Helsinki 1983 e Sainte Foy 1987).
  - 1 bronzo (Karuizawa 1986).

Giochi asiatici
- 2 medaglie:
  - 1 oro (500 m a Sapporo 1986).
  - 1 bronzo (1000 m a Sapporo 1986).